# 伊藤公象
伊藤 公象（いとう こうしょう、英語: Kosho Ito、本名: 伊藤 一成、1932年1月26日 - 2024年7月6日）は、土を素材とした陶造形で知られる日本の美術家。金沢美術工芸大学名誉客員教授。
1932年石川県金沢市生まれ。1972年より茨城県笠間市を制作の拠点としている。1970年代より国内外の美術館や国際展において作品を発表している。息子はアーティストの伊藤遠平。

## 人物
1932年に象嵌の名手として知られた彫金家だった伊藤勝典の長男として石川県金沢市に生まれる。戦時中に若くして父を亡くし、14歳から加賀九谷焼の名工である中村翠恒の門下に入る。弟子の少ない少数精鋭の工房だったこともあり、粘土作りから、窯場の仕事、釉薬の調合などの技術をわずか数年で学ぶことになる。この当時から九谷焼の特徴である絵付けよりも、茶碗や花瓶などの形態や造形そのものに関心を持っていた。やがて陶芸や工芸を取り巻く定型的な人為性に違和感と反発を募らせた伊藤は、5年間の修行期間を経て19歳で窯元を離れる。
創作の道を一度断念した伊藤は、1954年に一転、美術記者を志し富山新聞社へ入社する。社会部、政治部、地方部の記者として活躍するが、念願の文化部には配属されなかった。記者として地元の美術作家と出会い、陶芸だけでない広義の美術の世界を知る。
1959年に記者生活を終えると「茫磁」という号を名乗り、本格的に美術作家としての道を歩み始める。1962年に二紀会の公募展で褒賞を受賞したのを機に上京、号も「勝敏」と改める。その頃、抽象彫刻のパイオニアである建畠覚造と出会い、建畠の主宰するデザイン会社スタジオAに勤める。
当初制作には石、鉄、石膏、セメントなどの素材を用いていたが、1963年頃からは木彫が創作の中心となった。しかし、木という素材を向き合うことで伊藤の創作の原点であった“人為に対する懐疑”が呼び覚まされ、数年間発表から遠ざかる。
「年輪は樹木の生命の証だから、有機的な形跡を如実に物語っているわけで、そこに人為を加えて作品を造ることに抵抗が出てきてしまった」
「…僕は『形を造る』という意識が嫌になったというか、“もう作りたくない”と、思った。自分の手で描いたり造ったり、という作業が虚しくなったというか、そういう造形力に対して懐疑的だったんですね」
在籍していた二紀会を退会し、東京の美術関係者とも離れる。1972年には転居した茨城県笠間市の自宅に「美術工房 桑土舎」（現「伊藤アトリエ」）を設立し、築窯する。伊藤の既成概念を疑う姿勢は、ほぼ同時代に日本で現れた「具体」や「もの派」などの美術の潮流と通じる。
「…ただひとつ私は美術とか芸術にいつも何か疑いを持っていた。芸術を疑うのではなく従来からこれが美術だと言われる概念を疑ってみるということだった。もっとなにかがあるのではないか。その自問自答を繰り返したうえで、私は東京を離れて笠間に移った。」
4年のブランクを経て、1972年に発表された《エロス的な凝縮による戯装》は、本物のりんごを型取りし、陶土で焼成するという陶芸の技術を用いた作品だった。以降、“人為なき有機性”を追求した伊藤は、薄くスライスした粘土を即興的に成形することによって“偶然に生まれた人為”を形象化する「多軟面体（たなんめんたい）」というモチーフにたどり着く。この頃から現在の「公象」という号を名乗り、作品は主に「土」を素材とした陶造形で制作されることになる。
1974年の「第1回北関東美術展」において発表された作品《多軟面体ブロック》で、中原佑介、久保貞次郎、高階秀爾、三木多聞ら評論家たちの目に留まる。第2回において「多軟面体」シリーズを発展させた《染体1977》で大賞を受賞し、美術界においてにわかに脚光を浴びるようになる。
1978年には「多軟面体」シリーズを出品した「第4回インド・トリエンナーレ国際美術展」で金賞（ゴールドメダル）を受賞し、国内外へ活躍の場を広げる。1984年には「第41回ヴェネツィア・ビエンナーレ国際美術展」に、田窪恭治、堀浩哉と共に日本代表として参加する。この時日本館のコミッショナーを務めた美術評論家のたにあらた（谷 新）は、作家としての伊藤を高く評価しており、以降も度々伊藤の評論を発表するなど、理解者として親交が厚かった。その後も、凍らせた土に生じた亀裂や、乾燥させた土の収縮を意匠に取り込むなど、自然の物理現象を活かした独自の創作スタイルが注目を集め、土と陶による造形の先駆者として確固たる評価を得る。
1985年には茨城県涸沼湖畔（涸沼宮前荘敷地）で開催された大規模な屋外展覧会「’85 涸沼・土の光景」を企画・主催している。「もの派」の作家など多数の現代美術家らが参加したこの展覧会は、2000年代に入ってから全国各地で開催されることになった芸術祭のルーツのひとつとも評されている。
1996年には個展として「土の地平・伊藤公象展ー人為と自然の間に」が富山県立近代美術館にて、2002年に「VIRUS 伊藤公象展」がテート・セント・アイヴス（イギリス）にて開催されている。また、2009年には「伊藤公象 KOSHO ITO WORKS 1974 - 2009」（東京都現代美術館、茨城県陶芸美術館）などの大規模な個展が開催されている。近年では2016年に「KENPOKU ART 2016 茨城県北芸術祭」に参加、2019年に水戸市のギャラリーARTS ISOZAKIにて個展「土のひだ」を開催、「紙」を素材とした新作のインスタレーションを発表するなど精力的に活動している。美術作品の他にも、自ら「陶雑器」と称した花器や茶器、ぐい呑なども制作している。
2024年7月6日、老衰のため茨城県笠間市内の自宅で死去した。92歳没。

## 略歴
1932年　石川県金沢市に生まれる。
1946年　旧制石川県立小松工業高校を中退。亡父の知人であった陶芸家 中村翠恒に師事。以後5年間陶芸を学ぶ。
1954年　富山県に転居。美術批評を志し富山新聞社に入社するが、文化部には配属されず5年後に退社。
1959年　作家活動を始める。当初は「茫磁」、次いで「勝敏」の号を用いる。二紀会に初出品、初入選する。
1962年　東京へ転居する。埼玉県蕨市、後に西多摩郡羽村町、杉並区阿佐ヶ谷に住む。 建畠覚造が主宰する「スタジオA」に勤めるが会社は2年で解散。仲間とデザインプロダクションをつくるなどする。
1965年　日本美術家連盟会員となる。
1969年　二紀会を退会。茨城県笠間市に転居する。
1972年　伊藤知香と共に笠間の自宅に「美術工房 桑土舎」を設立、築窯する。（現「伊藤アトリエ」）
1973年　「公象」の号を用い始める。
1974年　「多軟面体」シリーズの第1作を第1回北関東美術展に出品する。
1975年　詩人山本太郎詩集「鬼文」（青土社刊）の装丁（多軟面体による陶版画）を手掛ける。
1977年　第2回北関東美術展でグランプリを受賞。
1978年　第4回インド・トリエンナーレ国際美術展でゴールドメダルを受賞。
1980年　国際陶芸アカデミー（IAC）会員となる。
1984年　第41回ヴェネツィア・ビエンナーレ国際美術展に日本代表として参加。
1985年　「’85涸沼・土の光景」を戸頃志伸の協力により企画・主宰。
1990年　女子美術大学芸術学部教授に就任する。
1996年　富山県立美術館で「土の地平　伊藤公象展ー人為と自然の間に」が開催される。
1997年　女子美術大学大学院教授に就任する。（1999年退職）
2002年　金沢美術工芸大学で大学院専任教授に就任する。（2009年退職） テート・セント・アイヴス（イギリス）で「VIRUS 伊藤公象」展が開催される。

## 作品の特徴
主に「土」を素材とした独自の造形による作品で知られている。陶芸の技術を取り入れ、プラチナやコバルトなどの金属を配合した釉薬を塗布した陶造形や、それらを複数用いて展示空間に合わせてインスタレーションを展開する作品を得意としている。
薄くスライスした陶磁土を即興的に曲げた「多軟面体（たなんめんたい / Tananmentai）」と呼ばれる造形は、キャリア初期より発表される伊藤の代表的なモチーフである。伊藤は「土」を無機的な素材として捉えているが、有機的な動植物の生態や形象も思わせる。またその命名のコンセプトは、数学的なトポロジーにも通じる。伊藤はこのモチーフを様々なアレンジを加えられながら発展させ、ライフワーク的に制作し続けている。
また、紙に乗せた粘土の乾燥による収縮から生まれる「褶曲（しゅうきょく / Folds）」、掘り起こした凍結した粘土を高温で焼いた「起土（きど / Kido）」、泥漿の凍結文様による「焼凍土（しょうとうど / Fired Frozen Cray）」、透光性のある磁土を用いた「木の肉・土の刃（きのにく・つちのは / Ki-no-Niku, Tsuchi-no-Ha）」、古い土壌に栄養分の多い新たな土を導入する「客土（きゃくど / Imported Soil）」、結晶凍土に彩色を重ね合わせた「JEWEL」と呼ばれる特徴的なモチーフがシリーズとして発表されている。
伊藤はいずれのシリーズも「襞（ひだ ）」という概念を基底に据えたものであると主張している。「襞」はフランスの哲学者ジル・ドゥルーズの後期において重要な主題として度々論じられており、1988年に発表された著書「襞：ライプニッツとバロック（Le Pli: Leibnitz et le Baroque）」では、ライプニッツによるモナドロジーとバロック芸術に言及しつつ「襞」を形而上学上の概念として考察している。英国のテート・セント・アイヴス美術館の館長であるスーザン・ダニエル=マッケロイによる伊藤を論じたテキストにおいても、ライプニッツのモナドに言及されている。

## 評論
「伊藤公象は、土の仕事を始めた1970年代初頭から、従来の陶芸家とまったく異なる志向性を持っていた。「多軟面体」という初期のシリーズがその代表例だが、その後の作品もほぼ例外なく”自然と人為の境界領域”に立ち続けている。自然を見る目も、造形的な要因として見るのではなく、その根源的な力として感じようとしている。伊藤の作品が（土という身近で極めて物質的な存在でありつつ、）人間の世界観を超えた宇宙の意思のように研ぎ澄まされたものに見えるのはそのためである。時に物質のエネルギーや、その物質が宇宙に存在しようとする際に発する誕生の生命感（エロティシズム）を感じさせるのである。」
ー谷 新（たに あらた）「波動の結晶ー土と音の出会い」カタログ（1998年）より抜粋
　「伊藤は決して見ることのない世界への扉を一時的に開放し、彼の詩的な変容物はそれが永久に消えてなくなる前の、短く、移り変わる、束の間の休息を生きている。」
「伊藤は伝統的な陶芸家としての訓練を受け、その後応用美術の枠を越えた活動でキャリアを築いてきたアーティストとして日本では認知されている。1970年代初頭から“陶芸とは何か”という境界線を拡張する試みを続け、もはやカテゴライズできない領域に存在している。彼は徹底的に各地で採集した様々な土を試し、時には鉱物を加え、伊藤の芸術の力なしには知覚できない地球上の何かを見せてくれる。あたかも彼は地球に存在する物質を他のものに見せることができる錬金術師のように、革新的なビジョンを物がゆえに、現実や知識を超えて知覚できるのだ。」
ースーザン・ダニエル＝マッケロイ（Susan Daniel-McElroy）ー宇宙の実存を超えて、「VIRUS ウィルス」カタログ（2002年）より抜粋

## パブリックコレクション
栃木県立美術館、熊本県立美術館、茨城県陶芸美術館（常設）、インド国立近代美術館、東京都美術館（常設）、国立国際美術館、国際交流基金、いわき市美術館（常設）、富山県立近代美術館（一部常設展示）、山口県立美術館、岐阜県美術館、広島市現代美術館（常設）、世田谷美術館（常設）、台北市立美術館、東京都現代美術館、笠間日動美術館、常陽藝文センター、高松市美術館、愛知県美術館、滋賀県立陶芸の森、宇都宮美術館

## 建築造形
1973年　笠間市国民保養センター（笠間市）、茨城県建築センター（水戸市）
1974年　茨城県知事公舎（水戸市）、宍戸国際カントリークラブ（笠間市）
1975年　大正ビル（宇都宮市）、那須の原カントリークラブ、伊与野カントリークラブ
1976年　滝沢病院（宇都宮市）、花月ホテル（大田原市）、小西ホテル（日光市）
1977年　水戸鉄道管理局新庁舎（水戸市）、宇都宮ステーションホテル（宇都宮市）
1978年　佐藤内科医院（下野市）、原眼科（宇都宮市）
茨城県工業技術センター窯業指導所（現：茨城県産業技術イノベーションセンター笠間陶芸大学校/笠間市）、茨城県水戸合同庁舎（水戸市）、かみのやま温泉村尾旅館（上山市）、茨城県市町村会館（水戸市）、常用銀行つくばビル（つくば市）、長岡市シティホールプラザ アオーレ長岡（長岡市）など。

## 書籍
著作
「伊藤公象 KOSHO ITOH」（1989年/博進堂美術出版）
「木の肉・土の刃ー僕の陶造形ノート」（1994年/学芸通信社）
共著
「KOSHO and CHIKA 1972-1982」（1982年/西村画廊）
装幀・挿画
詩集「鬼文」山本太郎著（1975年/青土社）
詩集「 ソラリスの襞 」磯崎寛也著(2022年/芸術新聞社)
その他
「陶（Vol.6）伊藤公象」（1992年/京都書院）
「伊藤公象 KOSHO ITO : WORKS 1974-2009」（2009年/美術連絡協議会） 